# Amanvillers
Amanvillers é uma comuna francesa na região administrativa do Grande Leste, no departamento de Mosela. Estende-se por uma área de 9.76 km², e possui 2.128 habitantes, segundo o censo de 2018, com uma densidade de 220 hab/km².